# Daniel Jorgensen
Daniel Jorgensen (New London (Connecticut), Estados Unidos, 4 de abril de 1968) es un nadador estadounidense retirado especializado en pruebas de estilo libre media distancia, donde consiguió ser subcampeón mundial en 1991 en los 4x200 metros estilo libre y campeón olímpico en la prueba de 4x200 metros libres en los Juegos Olímpicos de Seúl 1988
Consiguió también la medalla de bronce durante los Juegos Olímpicos de Barcelona 1992 en la prueba de 4x200 metros libres tras nadar las series eliminatorias.

## Palmarés internacional
| Juegos Olímpicos               | Juegos Olímpicos     | Juegos Olímpicos  | Juegos Olímpicos |
| Año                            | Lugar                | Medalla           | Prueba           |
| ------------------------------ | -------------------- | ----------------- | ---------------- |
| 1992                           | Barcelona (España)   | Medalla de bronce | 4x200 m libres   |
| 1988                           | Seúl (Corea del Sur) | Medalla de oro    | 4x200 m libres   |
| Campeonato Mundial de Natación |                      |                   |                  |
| 1998                           | Perth (Australia)    | Medalla de plata  | 4x200 m libres   |
| 1986                           | Madrid (España)      | Medalla de bronce | 4x200 m libres   |
| 1986                           | Madrid (España)      | Medalla de bronce | 400 m libres     |
| 1986                           | Madrid (España)      | Medalla de bronce | 1500 m libres    |